# Джон Алік
Джон Алік (англ. John Alick; нар. 25 квітня 1991, Луганвіль, Еспіриту-Санто, Вануату) — вануатський футболіст, півзахисник клубу з Соломонових Островів «Соломон Ворріорз».

## Клубна кар'єра
Народився на острові Еспіриту-Санто, найбільшому острові Вануату. У 20-річному віці приєднався до новоствореного клубу «Малампа Ревіворз». Разом з командою у півфіналі Національної ліги ВФФ обіграв «Іфіра Блек Бьорд» та вийшов до фіналу турніру. У вирішальному матчі «Малампа» поступився «Амікалю» з різницею в три м'ячі. Однак у 2017 році ОФК надав Вануату два місця (замість одного) в Лізі чемпіонів ОФК. Алік також зіграв у вище вказаному сезоні, але це був не перший його досвід гри в Лізі чемпіонів, оскільки в 2016 році приєднався до папуаської команди «Хекарі Юнайтед», щоб грати з ними в Лізі чемпіонів ОФК 2016 року. По завершенні Ліги чемпіонів ОФК 2017 приєднався до «Соломон Ворріорз». Разом з командою виграв С-Лігу Соломовних Островів 2017, 2018 та 2019/20. У лютому 2020 року Найкращого гравця Телеком С-Ліги 2019/20 року.

## Кар'єра в збірній
Тривалий період часу Джон не викликався до збірної Вануату. Однак у 2017 році отримав виклик на товариський матч на Соломонових островах проти місцевої збірної. 28 липня 2017 року відіграв усі 90 хвилин у нічийному (0:0) поєдинку проти Соломонових Островів. У листопаді його викликали матч проти Естонії та для участі в Тихоокеанських міні-іграх 2017 року.

## Титули і досягнення
- Переможець Тихоокеанських ігор: 2017